# Leuconotis
Leuconotis là chi thực vật có hoa trong họ Apocynaceae.